# Ectobius haeckeli
Ectobius haeckeli är en kackerlacksart som beskrevs av Bolívar 1876. Ectobius haeckeli ingår i släktet Ectobius och familjen småkackerlackor. Inga underarter finns listade i Catalogue of Life.